# Bodträsk, Kalix kommun

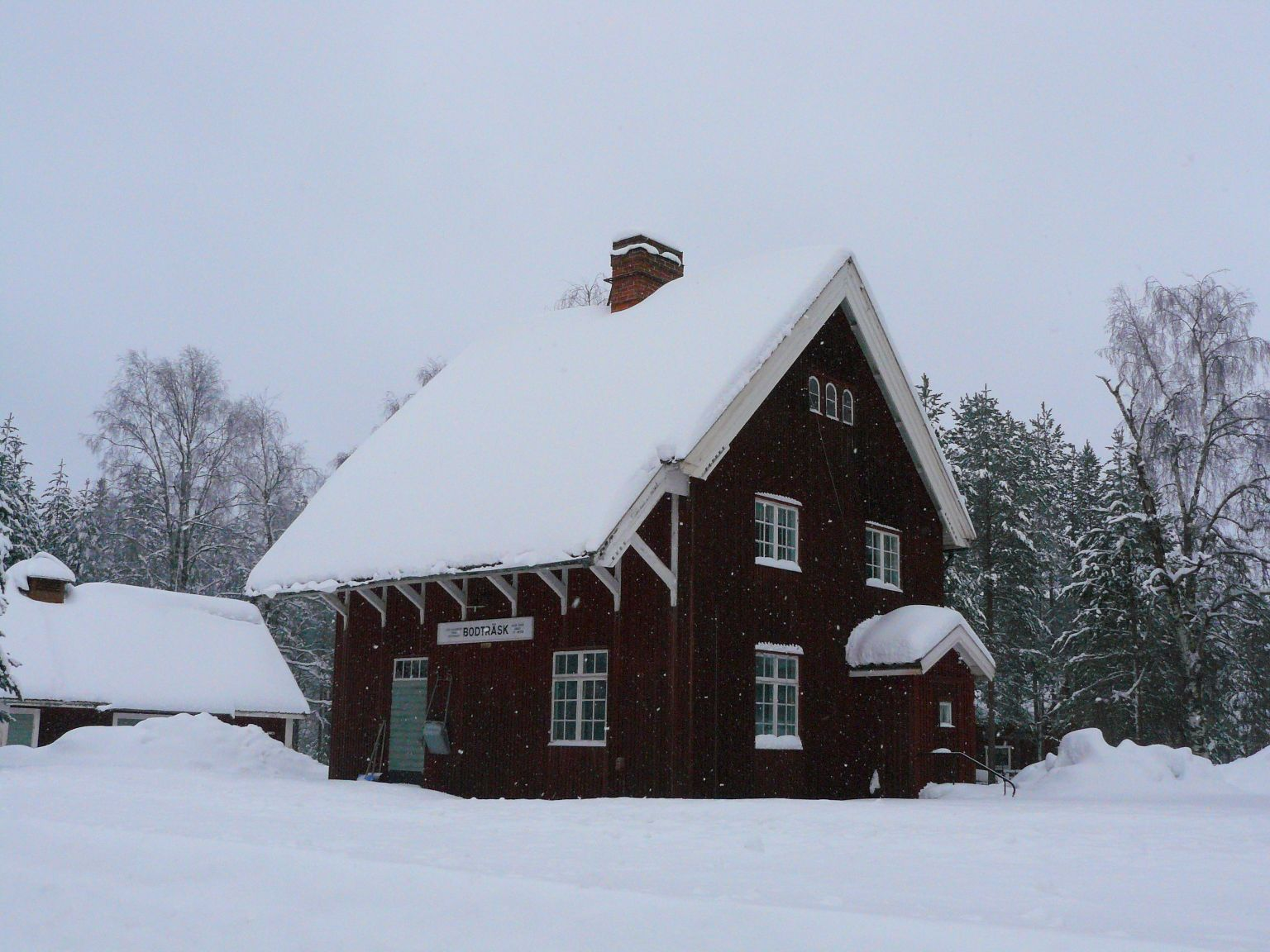
Bodträsks järnvägsstation

Bodträsk by (Pirttijärvi på finska) är en by med ca 15 invånare vid sjön Bodträsket i nordöstra Kalix kommun, 30 kilometer norr om Kalix. 
Två kilometer sydost om byn, vid Bodträskets södra ände, ligger "Yttersti". Där på stranden arrangerades tidigare varje år, i början av augusti, en utomhuskonsert. Medverkande artister var bland andra Stefan Nilsson.
Två kilometer norr om byn ligger Bodträsk anhalt, den sedan länge nedlagda järnvägsstationen vid Haparandabanan.